# Пакгаузы (Нижний Новгород)
Пакга́узы — металлические конструкции XIX века, расположенные на территории бывшего грузового порта на Стрелке в Нижнем Новгороде. Построены в 1882 году для главного здания XV Всероссийской промышленно-художественной выставки, прошедшей в Москве. Были вновь использованы для XVI Всероссийской промышленно-художественной выставки в Нижнем Новгороде в 1896 году.
После окончания выставки металлоконструкции долгое время использовались в качестве опор для пакгаузов — складских помещений грузового порта.
В настоящее время под металлоконструкциями пакгаузов оборудован культурный центр, включающий в себя концертный зал и выставочный павильон.
Объект культурного наследия России регионального значения (2018).

## Географическое расположение
Пакгаузы расположены в Канавинском районе города Нижнего Новгорода, на Стрелке — остром мысе, образованным слиянием рек Оки и Волги. Территория является одним из символов города. Исторически в этом месте на пологом левом берегу Оки в XIX веке располагались пристани — Сибирская и Петербургская. В 1932 году здесь был создан речной порт Волжского бассейна, который просуществовал до 2010-х годов и позже был перенесён в соседние города Кстово и Бор.

## История конструкций
Ажурные металлические конструкции были произведены на Санкт-Петербургском металлическом заводе и предназначались для Главного здания XV Всероссийской промышленно-художественной выставки, прошедшей в Москве в 1882 году. Архитектором фасадов павильонов выступил Александр Резанов, несущий металлический каркас был разработан конструкторами Германом Паукером и Иваном Вышнеградским. Архитекторы окончательного проекта Главного здания выставки — Август Вебер и Александр Каминский.
Нижний Новгород стал местом проведения следующей, XVI Всероссийской промышленно-художественной выставки 1896 года. Для этой выставки в городе были построены новые павильоны, за исключением одного — Главного здания, которое прежде использовалось на выставке в Москве. В целях экономии оно было разобрано, перевезено в Нижний Новгород и снова собрано. Оформление фасадов здания и несущий каркас были почти полностью сохранены.
1 октября 1896 года выставка была завершена. После окончания выставки павильон был демонтирован, а его конструкции — распроданы. На протяжении долгого времени эти конструкции выступали в роли опор пакгаузов. Поначалу они располагались около пристаней Нижегородской ярмарки, позднее были перенесены на закрытую территорию грузового порта города, где долгое время их судьба оставалась неясной.

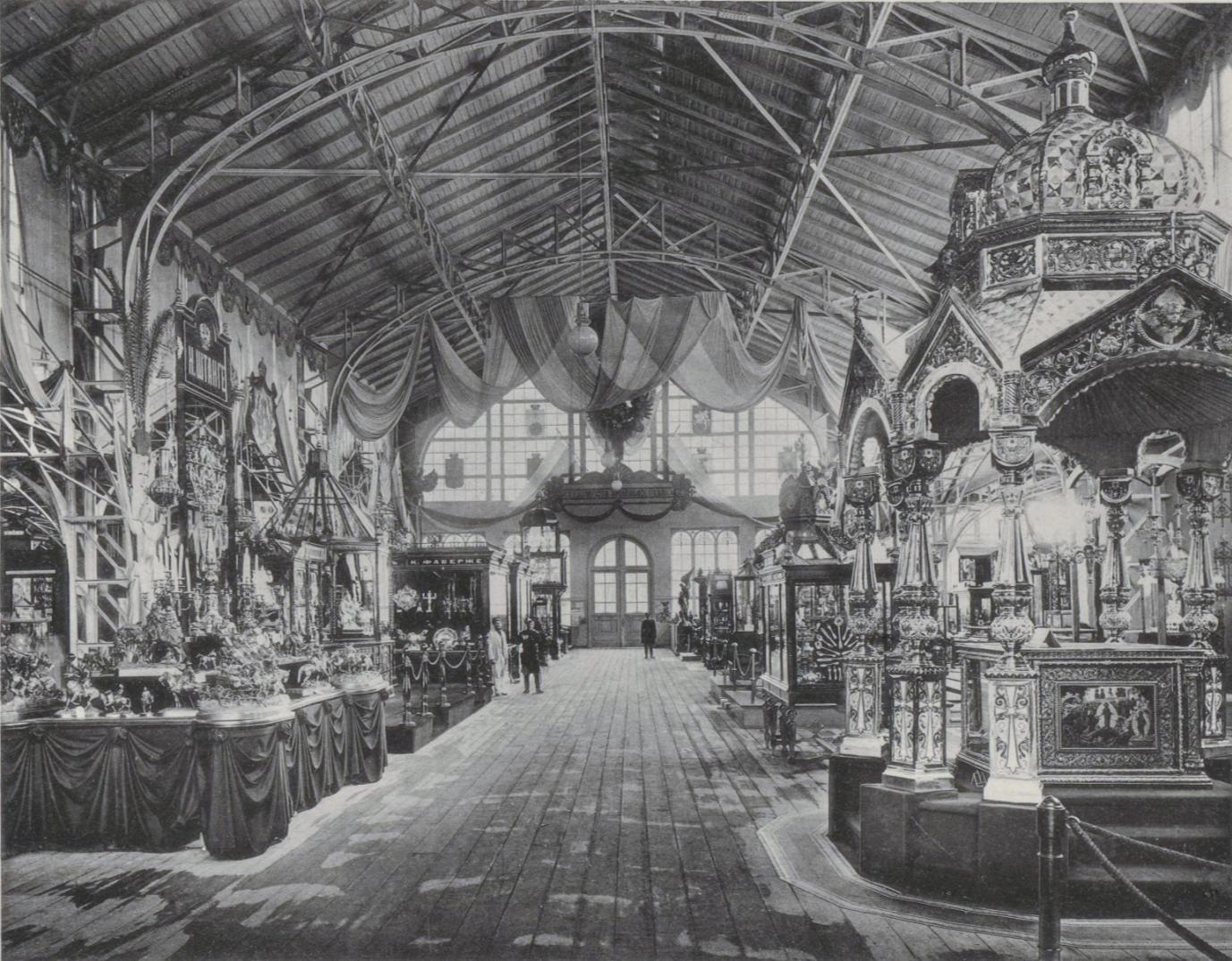
Художественно-промышленный отдел
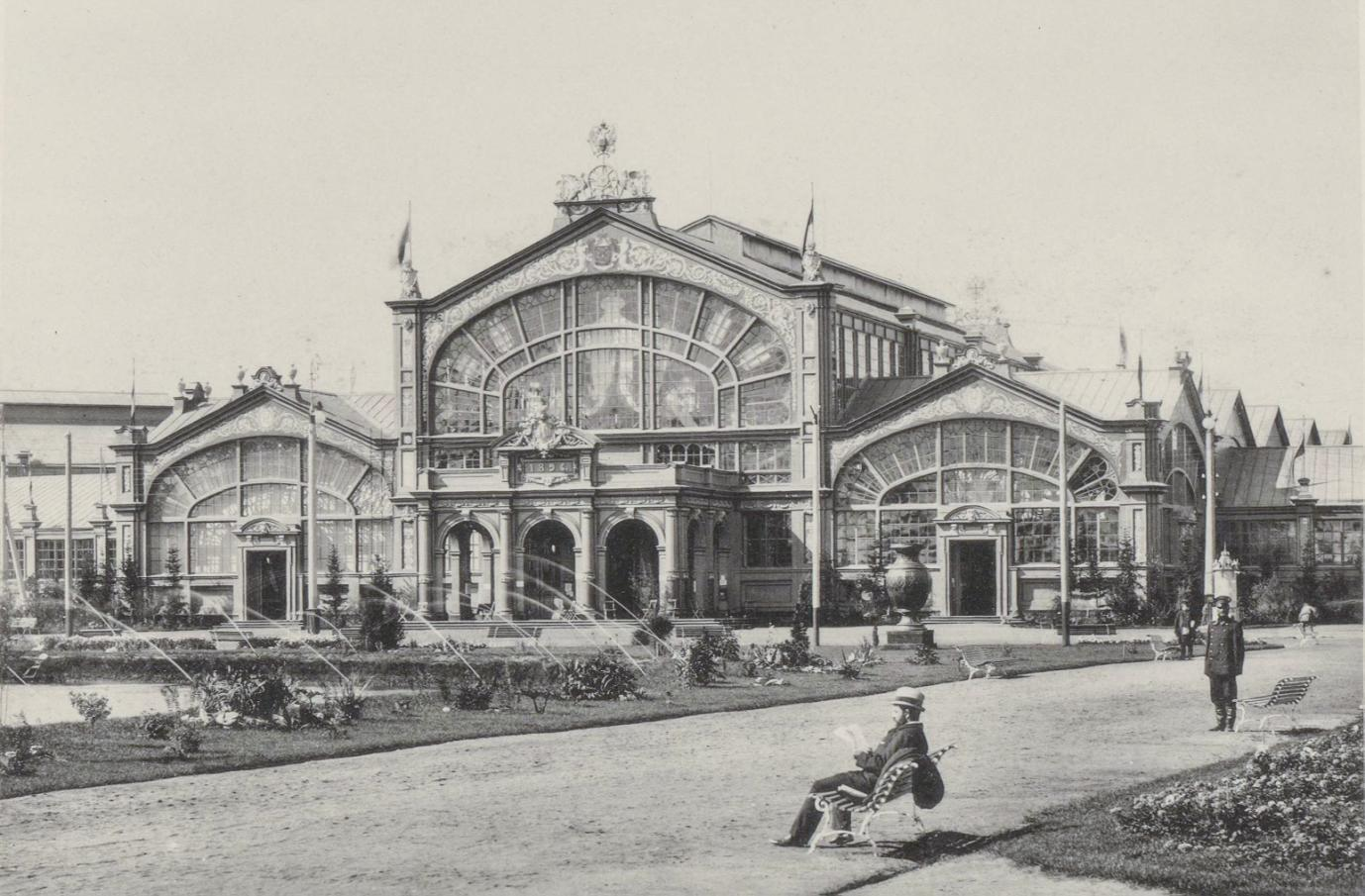
Главный вход в мануфактурный отдел

## Обнаружение
В 2015 году в рамках подготовки к чемпионату мира по футболу 2018 два павильона Главного здания нижегородской выставки были обнаружены на территории уже закрытого нижегородского речного порта. Они использовались в качестве складских помещений. Внутренний каркас сооружений состоял из металлических конструкций, «ажурность» которых производила впечатление изящества и лёгкости.
Архитектор Денис Плеханов обратил внимание на геометрию конструкции и технологию их изготовления — клёпаные соединения. Он пришёл к выводу, что сооружение можно датировать второй половиной XIX века, когда такие конструкции получили широкое распространение. К тому же, по мнению специалиста, для бытового использования под склады такое оформление каркаса было избыточно. Плеханов связал обнаруженные пакгаузы с павильонами Всероссийской выставки 1896 года.
При подготовке Стрелки к чемпионату мира городскими властями заявлялись планы по демонтажу металлических конструкций и сносу пакгаузов. Эти заявления встретили реакцию со стороны градозащитников, и в 2018 году металлическим конструкциям пакгаузов был присвоен статус объекта культурного наследия регионального значения. Сами же бетонные складские помещения были снесены.
В 2019 году в пространстве пакгаузов под открытым небом прошли первые культурные мероприятия — фестиваль аудиовизуального искусства «Intervals», международный фестиваль искусств «Стрелка», а также вручение госпремии в области современного искусства «Инновация».

## Культурный центр
В 2020 году был проведён комплекс работ по сохранению и защите металлических конструкций. Они были очищены от старых слоёв краски и пыли, а также покрыты тремя слоями лака и морозоустойчивой краской для защиты металла от коррозии. Цвет конструкций был приближен к натуральному оттенку тёмного металла дореволюционных конструкций. Тогда же было принято решение переоборудовать пакгаузы под выставочное пространство и концертный зал. С целью сохранения внешнего вида объекта культурного наследия здания из легковозводимых конструкций собирались не снаружи металлоконструкций, как предполагалось изначально, а внутри. Автором концепции по использованию конструкций в качестве культурного пространства выступило архитектурное бюро «Спич» под руководством архитектора Сергея Чобана.
В июне 2022 года культурный центр в пакгаузах был открыт для посетителей. Концертный пакгауз вместимостью 430 мест был открыт выступлением оркестра musicAeterna под руководством дирижёра Теодора Курентзиса. Отличительной чертой концертного зала названа стеклянная панорамная стена с видом на Стрелку и исторический центр города. Несколько дней спустя был открыт второй, выставочный пакгауз — там была организована экспозиция, посвящённая Всероссийской выставке 1896 года.

## Премии и награды
Культурный центр в Пакгаузах является обладателем ряда наград в области культуры и архитектуры:
- Премия «Russian Creative Awards» (2022 г.) в номинации «Креативное пространство»[19];
- Премия «Сделано в России» (2022 г.) журнала «Сноб» в номинации «Креативные пространства»[20];
- Премия «Innovative Public Interior» (2022 г.) в двух номинациях — «Лучший объект культуры» и «Выбор года»[21];
- Премия «Russian Traveler Awards» (2022 г.) в номинации «Культурно-исторический объект»[22];
- Премия «Золотой Трезини» (2022 г.) в номинации «Лучший реализованный проект реставрации/реконструкции»[23];
- Серебряный диплом международной премии «Зодчество» (2022 г.) в номинации «Объект социального и культурного назначения»[24];
- Золотой диплом фестиваля «Золотое сечение» в номинации «Реконструкция» (2023 г.)[25];
- Диплом премии журнала «Проект Россия» (2023 г.) в номинации «Проекты ре:»[26];
- Премия «International Architecture Awards» в номинации «Реставрация/Реконструкция» (2023 г.)[27].